# Наумов, Георгий Васильевич
Георгий Васильевич Наумов (1904—1943) — советский офицер-связист в Великой Отечественной войне. Герой Советского Союза (22.02.1944, посмертно). Гвардии лейтенант.

## Биография
Родился 14 января 1904 года в селе Тёплое Уральского уезда Уральской области Российской империи (ныне Первомайского района Оренбургской области Российской Федерации) в крестьянской семье. Русский. Окончил пять классов сельской школы. Затем с родителями переехал в город Уральск. Устроился на работу помощником машиниста мельницы. В 1919 году к городу подошли части Уральской казачьей армии, и пятнадцатилетний Георгий Наумов записался добровольцем в Красную Армию. В составе красногвардейской рабочей дружины участвовал в обороне Уральска. В 1920—1935 годах работал директором кинотеатра в Уральске. В 1935 году вернулся в Тёплое. Устроился киномехаником в сельский клуб, но вскоре его пригласили на работу в исполком райсовета Первомайского района Оренбургской области. Перед войной занимал должность заведующего районной электросетью.
В ряды Рабоче-крестьянской Красной Армии был призван Тепловским районным военкоматом Чкаловской области в марте 1942 года. Окончил офицерские курсы при Уфимском пехотном училище. В боях с немецко-фашистскими захватчиками младший лейтенант Георгий Наумов с октября 1942 года на Сталинградском фронте в должности командира взвода связи 149-й стрелковой бригады 62-й армии. Участник Сталинградской битвы. В тяжёлых условиях сражения бойцы под командованием Георгия Наумова обеспечивали связь между подразделениями группы Горохова. В январе 1943 года 62-я армия была подчинена Донскому фронту и участвовала в ликвидации окружённой в Сталинграде 6-й армии вермахта (Операция «Кольцо»).
После завершения Сталинградской битвы на базе 149-й и 12-й гвардейской стрелковых бригад была сформирована 92-я гвардейская стрелковая дивизия. Младший лейтенант Георгий Наумов принял под командование взвод связи её 276-го гвардейского стрелкового полка. Летом 1943 года сражался на Воронежском фронте в Курской битве, затем участвовал в Белгородско-Харьковской операции. Был произведён в гвардии лейтенанты. В ходе начавшегося освобождения Левобережной Украины дивизия, в которой служил Георгий Наумов, была передана в состав 37-й армии Степного фронта и участвовала в Полтавско-Кременчугской операции Битвы за Днепр. Особо отличился при форсировании Днепра и боях за плацдарм на его правом берегу.
Нанося удары в направлении Полтавы, Кременчуга, Краснограда и Верхнеднепровска, к концу сентября 1943 года войска Степного фронта разгромили соединения 8-й и 1-й танковой армий противника и вышли к Днепру. 92-й гвардейской дивизии, в которой служил гвардии лейтенант Г. В. Наумов, предстояло форсировать Днепр, овладеть крупным опорным пунктом Дериевка и захватить плацдарм длиной по фронту 10 километров и глубиной 5 километров. В ночь с 29 на 30 сентября группа связистов во главе с гвардии лейтенантом Георгием Наумовым с первым десантным отрядом форсировала реку в районе села Келеберда и наладила связь между штабом 37-й армии и плацдармом.
В первой половине октября 1943 года войска Степного фронта вели тяжелые бои за удержание, расширение и объединение захваченных плацдармов. Всё это время связисты под командованием Георгия Наумова вместе со своим командиром находились на правом берегу и устраняли многочисленные повреждения телефонного кабеля, обеспечивая связь командования с частями на плацдарме. К середине месяца Степному фронту удалось сконцентрировать на правом берегу Днепра крупные силы. 15 октября 1943 года связь была особенно важна, так как войска фронта перешли в наступление. Для того чтобы не допустить прорыва советских войск, немцы предприняли ряд контратак, поддержанных авиацией. Вышедший на очередное устранение повреждения кабеля гвардии лейтенант Георгий Наумов попал под бомбёжку и был тяжело ранен в голову. Теряя сознание, всё же сумел добраться до места обрыва и соединить провода. Между тем войска Степного фронта, нанеся удары в направлении Пятихатки-Кривой Рог, прорвали оборону противника и во взаимодействии с другими фронтами взломали «Восточный вал» — главный оборонительный рубеж немцев на Правобережной Украине.
Был доставлен в 101-й отдельный медико-санитарный батальон дивизии, но 20 октября 1943 года от полученного ранения скончался. 
Указом Президиума Верховного Совета СССР «О присвоении звания Героя Советского Союза генералам, офицерскому, сержантскому и рядовому составу Красной Армии» от 22 февраля 1944 года за «образцовое выполнение боевых заданий командования при форсировании реки Днепр, развитие боевых успехов на правом берегу реки и проявленные при этом отвагу и геройство» удостоен посмертно звания Героя Советского Союза. 
Похоронен в братской могиле советских воинов на границе сёл Калужино и Днепровокаменка Верхнеднепровского района Днепропетровской области Украины.

## Награды
- Медаль «Золотая Звезда» (22 февраля 1944, посмертно).
- Орден Ленина (22 февраля 1944, посмертно).
- Медаль «За оборону Сталинграда» (22.12.1942).

## Память
- Бюст Героя Советского Союза Г. В. Наумова установлен у обелиска в посёлке Первомайский Оренбургской области.
- Мемориальная доска в его честь установлена на доме, где прошло его детство, в посёлке Теплое Оренбургской области.
- Его имя увековечено на обелиске в посёлке Первомайское Оренбургской области, на мемориале между селами Калужино и Днепрокаменка Днепропетровской области Украины.
- В его честь названа улица в посёлке Теплое Оренбургской области.

## Документы
- Общедоступный электронный банк документов «Подвиг Народа в Великой Отечественной войне 1941—1945 гг.» Дата обращения: 1 июня 2013. Архивировано из оригинала 13 марта 2012 года.

Герой Советского Союза. Дата обращения: 1 июня 2013. Архивировано 1 июня 2013 года.
Указ Президиума Верховного Совета СССР. Дата обращения: 1 июня 2013. Архивировано 1 июня 2013 года.
46245552 Докладная на имя Верховного Главнокомандующего. Дата обращения: 1 июня 2013. Архивировано 1 июня 2013 года.
- Обобщенный банк данных «Мемориал». Дата обращения: 1 июня 2013. Архивировано из оригинала 10 мая 2012 года.

ЦАМО, ф. 33, оп. 11458, д. 152.
ЦАМО, ф. 58, оп. А-71693, д. 2575.
ЦАМО, ф. 58, оп. А-71693, д. 2577.
ЦАМО, ф. 33, оп. 11458, д. 77.